# 2013年ベルギーグランプリ
2013年ベルギーグランプリは、2013年のF1世界選手権第11戦として、2013年8月25日にスパ・フランコルシャンで開催された。